# Пустельний степ долини Гобійських озер

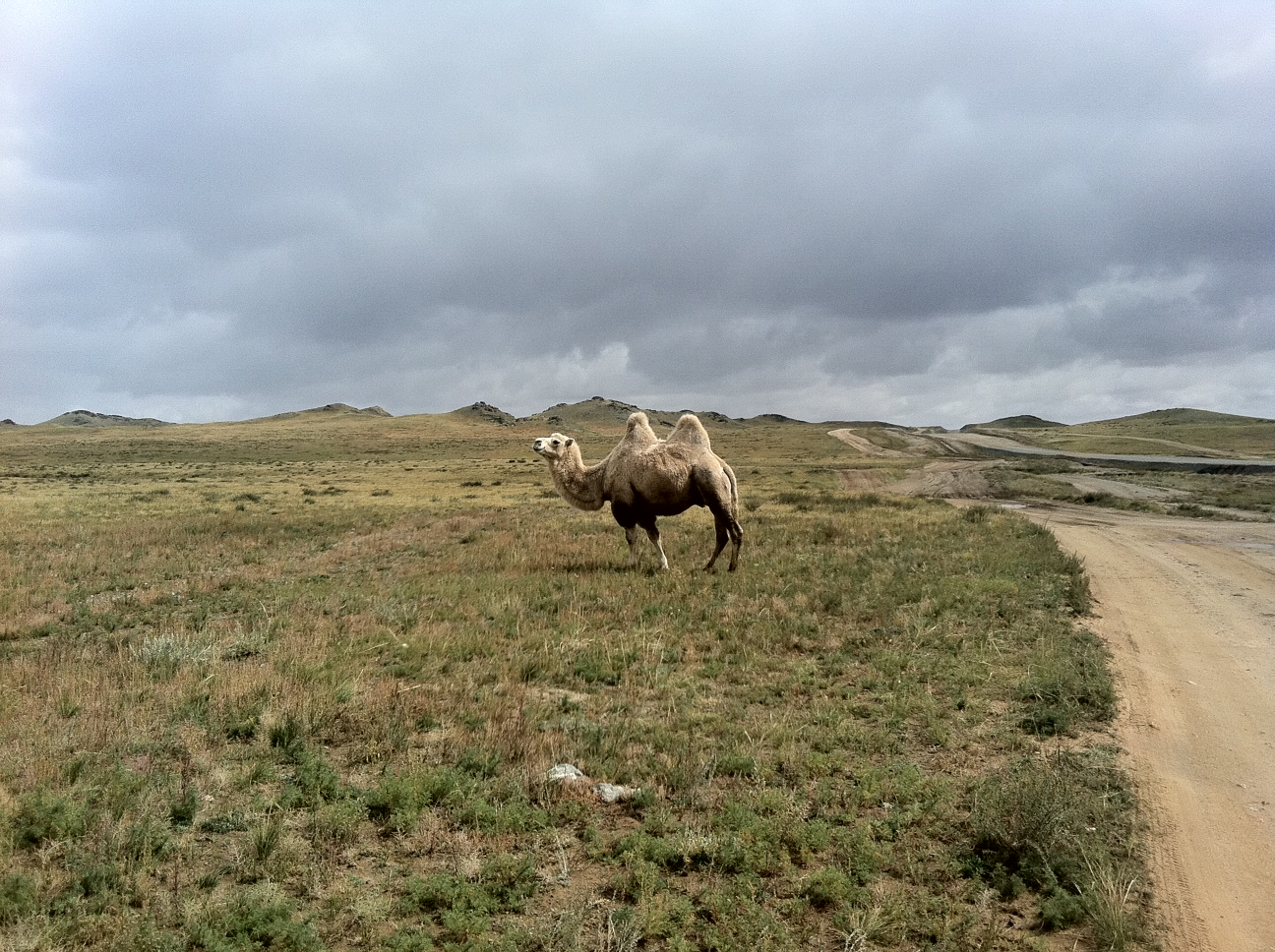
Бактріан-альбінос в аймаку Баянхонгор

Пустельний степ долини Гобійських озер (ідентифікатор WWF: PA1315) — палеарктичний екорегіон пустель і склерофітних чагарників, розташований на півдні Центральної Монголії.

## Географія
Екорегіон пустельного степу долини Гобійських озер охоплює вузьку, майже пласку міжгірську долину, оточену з півночі Хангайськими горами, а з півдня — горами Гобійського Алтаю. Ця долина простягається із заходу на схід, її довжина становить 500 км, ширина — 150 км, а висота коливається від 1000 до 1400 м над рівнем моря. В її центрі розташовані численні невеликі солоні озера, найбільшими з яких є Орог-Нур, Боон-Цагаан-Нур, Таацин-Цагаан-Нур та Улаан-Нур, через що вона відома як «Долина Озер». Озера живляться водами річок Байдраг, Тацін, Онгійн та Туїн, які стікають з Хангайських гір на південь. Під час посух річки часто не досягають озер, і деякі з них, зокрема озеро Улаан-Нур, регулярно пересихають. Також в долині Гобійських озер зустрічаються солончаки, такири і бархани. Окрім цієї долини, екорегіон також охоплює гори Гобійського Атлаю, найсхідніше відгалуження Алтайських гір, включно з їх найвищою вершиною, горою Барун-Богдо-Ула висотою 3957 м.
На північному заході, в улоговині Великих озер, екорегіон переходить у пустельний степ басейну Великих озер, а на південному заході, в горах Монгольського Алтаю, — у Алтайський гірський ліс та лісостеп. На півночі, в передгір'ях Хангаю, поширений Селенго-Орхонський лісостеп. На північний схід від екорегіону поширений Монголо-Маньчжурський степ, на схід — пустельний степ Східної Гобі, а на південь — напівпустеля Алашанського плато.

## Клімат
На більшій частині екорегіону переважає холодний пустельний клімат (BWk за класифікацією кліматів Кеппена), а в деяких частинах — напівпустельний клімат (BSk за класифікацією Кеппена). Зима в регіоні довга і морозна, а літо сухе і спекотне. Переважають північно-західні вітри. Середньорічна температура коливається від 2 до 6 °C, середньомісячна температура коливається від -16 °C у січні до 20 °C у липні. Середньорічна кількість опадів коливається від 50 до 150 мм, пік опадів припадає на липень.

## Флора
У пустельних степах екорегіону, поширених на гірських схилах та на дні Долини Озер, зустрічається пірчаста ковила (Stipa pennata), гобійська ковила (Stipa tianschanica var. gobica), галькова ковила (Stipa glareosa), сланкий мітельник (Bassia prostrata), багатокорінцева цибуля (Allium polyrhizum), розчепірена двозубка (Cleistogenes squarrosa), джунгарська двозубка (Cleistogenes songorica), коротколистий їжачник (Anabasis brevifolia), деревієподібна аянія (Ajania achilleoides), білокора карагана (Caragana leucophloea) та карликова карагана (Caragana pygmaea). Поблизу солоних озер та на дні давніх озерних западин, на засолених ґрунтах росте горобиний курай (Salsola passerina) та різні види їжачника (Anabasis spp.). Серед чагарників, що ростуть поблизу озер, слід відзначити карликову карагану (Caragana pygmaea), карагану Бунге (Caragana bungei), сірий білолізник (Krascheninnikovia ceratoides), деревцеподібний боялич (Xylosalsola arbuscula), жовтоцвітний полин (Artemisia xanthochloa), стрункий поташник (Kalidium gracile) та джунгарську реомюрію (Reaumuria soongarica). В солончаках зустрічаються різноманітні галофіти, зокрема горобиний курай (Salsola passerina), полиноподібний курай (Oreosalsola abrotanoides), блискуча неотринія (Neotrinia splendens), коротколистий їжачник (Anabasis brevifolia), стрункий поташник (Kalidium gracile) та сибірська золотуха (Nitraria sibirica). На піщаних дюнах і барханах росте зайсанський саксаул (Haloxylon ammodendron).

## Фауна
Фауна екорегіону включає види, пристосовані до пустельних або напівпустельних середовищ та водно-болотних угідь. Серед поширених в екорегіоні ссавців слід відзначити пустельну піщанку (Meriones meridianus), гобійського тушкана (Allactaga bullata), джунгарського хом'ячка (Phodopus sungorus), пустельного зайця (Lepus tibetanus), алтайську пискуху (Ochotona alpina), даурську пискуху (Ochotona dauurica), пискуху Палласа (Ochotona pallasi) та вухатого їжачка (Hemiechinus auritus). В рівнинних степах зустрічаються джейрани (Gazella subgutturosa), монгольські дзерени (Procapra gutturosa) та дуже рідкісні дикі бактріани (Camelus ferus), а в горах — архари (Ovis ammon) та сибірські козли (Capra sibirica). Серед хижаків, що зустрічаються в горах екорегіону, слід відзначити вовка (Canis lupus), звичайну лисицю (Vulpes vulpes), лисицю-корсака (Vulpes corsac), манула (Otocolobus manul) та рідкісного снігового барса (Panthera uncia), а серед хижаків, що зустрічаються в низовинах, — алтайську мустелу (Mustela altaica), горностая (Mustela erminea), степового тхора (Mustela eversmanii) та кам'яну куницю (Martes foina).
Водно-болотні угіддя екорегіону мають важливе значення для багатьох коловодних птахів, зокрема для великих бакланів (Phalacrocorax carbo), сірих гусок (Anser anser), китайських гусок (Anser cygnoides), рудих огарів (Tadorna ferruginea), звичайних крижнів (Anas platyrhynchos) та звичайних лисок (Fulica atra). Також вони є місцем зупинки для багатьох мігруючих птахів, зокрема для орланів-довгохвостів (Haliaeetus leucoryphus), балабанів (Falco cherrug) та степових журавлів (Anthropoides virgo). Серед інших птахів, поширених в екорегіоні, слід відзначити чорного шуліку (Milvus migrans), ягнятника (Gypaetus barbatus), пустельну кам'янку (Oenanthe deserti), велику трав'янку (Saxicola insignis), польового жайворонка (Alauda arvensis), рогатого жайворонка (Eremophila alpestris), солончакового жайворонка (Alaudala cheleensis) та звичайного крука (Corvus corax).
Герпетофауна екорегіону включає монгольську ропуху (Strauchbufo raddei), строкату круглоголовку (Phrynocephalus versicolor), ящурку Пржевальського (Eremias przewalskii) візерункового полоза (Elaphe dione) та звичайного щитомордника (Gloydius halys). Серед риб, поширених в річках та озерах екорегіону, слід відзначити алтайського османа (Oreoleuciscus potanini), пелядь (Coregonus peled), сибірського харіуса (Thymallus arcticus), сибірського слижа (Barbatula toni) та плямистого гольця (Triplophysa strauchii).

## Збереження
Оцінка 2017 року показала, що 5979 км², або 4 % екорегіону, є заповідними територіями. Основною природоохоронною територією екорегіону є Національний парк Іх-Богд-Уул.